# ارنست هوفباور
ارنست هوفباور (آلمانی: Ernst Hofbauer) کارگردان فیلم اهل اتریش بود.
از فیلم‌ها یا مجموعه‌های تلویزیونی که وی در آن‌ها نقش داشته است، می‌توان به «گزارش دختران مدرسه‌ای» اشاره نمود.